# Armstrong County (Texas)
 For alternative betydninger, se Armstrong County. (Se også artikler, som begynder med Armstrong County)
Armstrong County er et county i den amerikanske delstat Texas. Amtet ligger i den nordlige del af delstaten og grænser op imod Carson County i nord, Gray County i nordøst, Donley County i øst, Briscoe County i syd, Swisher County i sydvest, Randall County i vest og mod Potter County i nordvest.
Armstrong Countys totale areal er 2 367 km² hvoraf 0 km² er vand. I 2000 havde amtet 2 148 indbyggere.
Administrationsbyen er Claude.
34°58′N 101°21′V / 34.97°N 101.35°V